# Robert Tomašević
Robert Tomašević (Pula, 21. studenoga 1961.), hrvatski tekvandoaš. Natjecao za Jugoslaviju.
Natjecao se na Olimpijskim igrama 1988. gdje je taekwondo bio pokazni sport. Nastupio je u prvom kolu u kategoriji do 76 kilograma.
Na europskim prvenstvima 1984., 1988. i 1990. osvojao je brončanu medalju u različitim kategorijama.
Bio je član Rovinja.